# Carena (cognome)
Carena è un cognome di lingua italiana.

## Varianti
Caena, Carene, Careni, Crena, Creni.

## Origine e diffusione
Cognome tipicamente centro-settentrionale, è presente prevalentemente in Liguria, Piemonte, Lombardia ed Emilia-Romagna.
Potrebbe derivare dal termine carena, utilizzato per indicare le noci, a sottolineare un impiego del capostipite nella raccolta o nel commercio di noci, oppure legarsi ad un termine utilizzato nei cantieri navali; dal greco káryon, "noce", termine utilizzato anche per la chiglia delle navi o per indicare le navi stesse. Presenta affinità con il cognome Garofano.
La variante Creni è emiliana e romagnola e potrebbe derivare dal portoghese.

## Persone
- Felice Carena (1879-1966) – pittore italiano
- Giacinto Carena (1778-1859) – naturalista e linguista italiano
- Marco Carena (1957) – cantautore italiano